# Vanessa gonerilla
Vanessa gonerilla là một loài bướm đêm trong họ Nymphalidae (Họ Bướm giáp. Đây là loài đặc hữu New Zealand. Con bướm trưởng thành có sải cánh dài 50–60 mm. Con trưởng thành bay trong mùa hè. Ấu trùng loài này ăn loài Ongaonga, Urtica ferox.
Có hai phân loài Vanessa gonerilla, V. g. gonerilla, xuất hiện ở lục địa New Zealand, và V. g. ida, xuất hiện ở các đảo Chatham.

## Hình ảnh

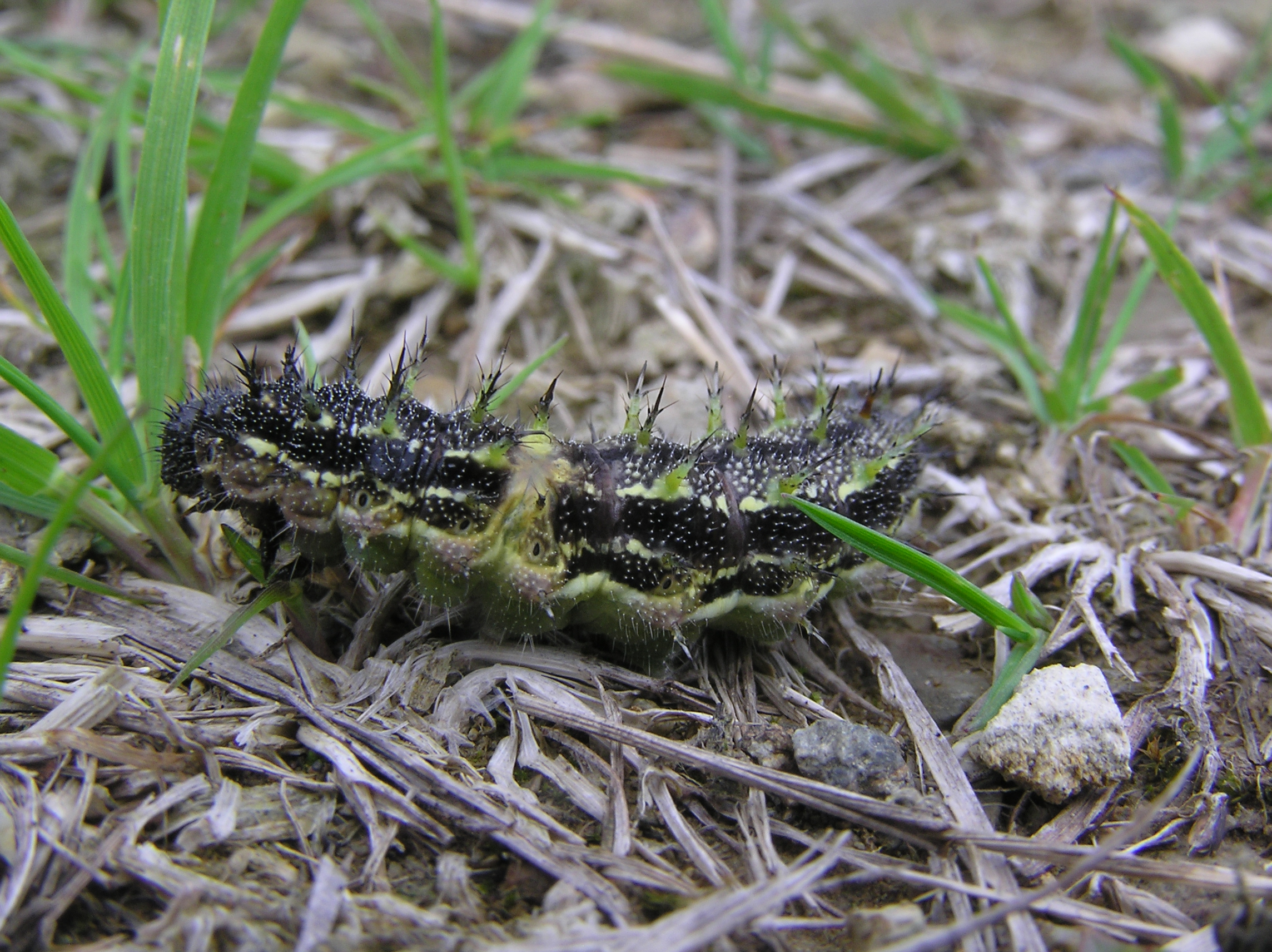
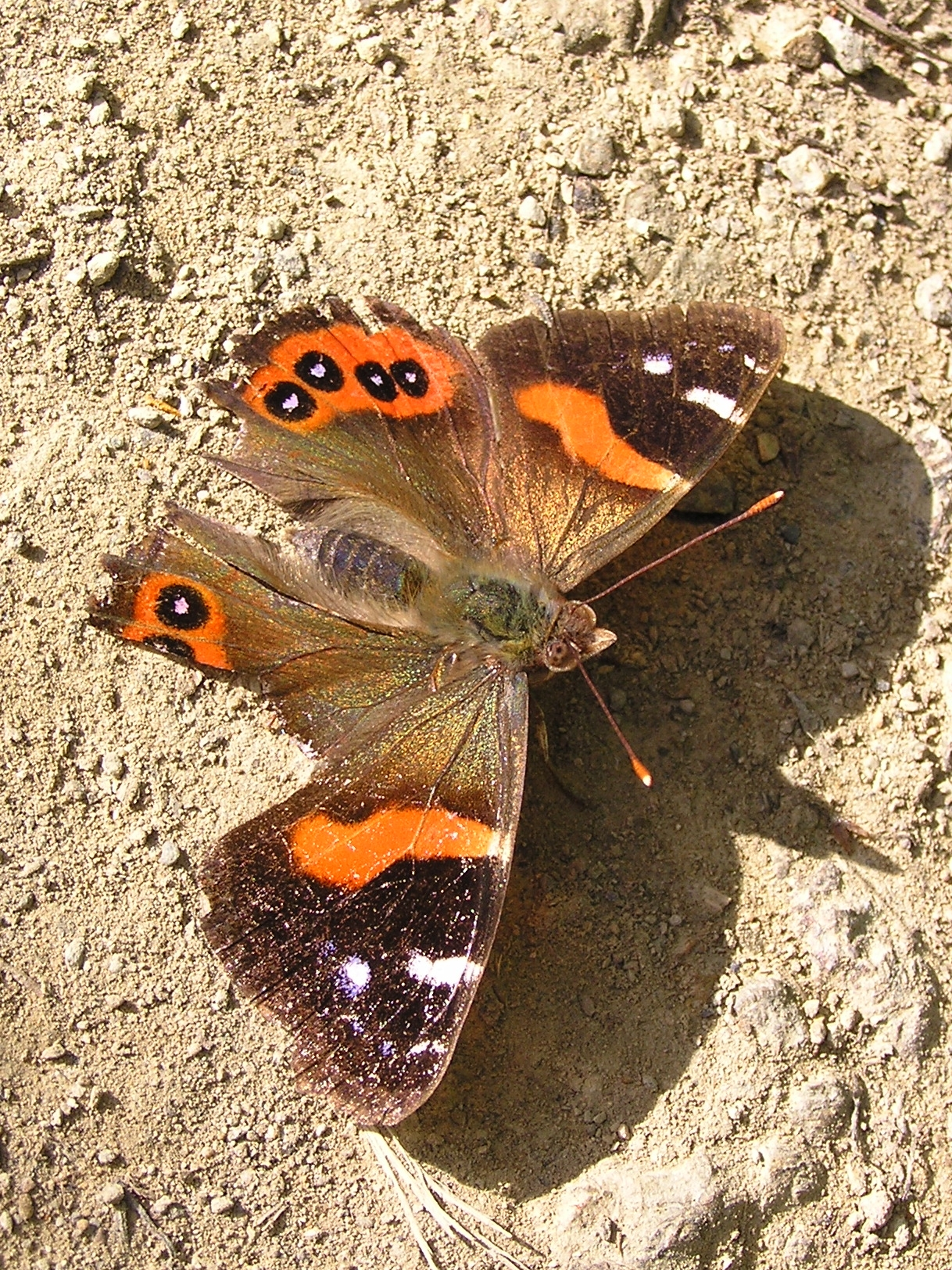
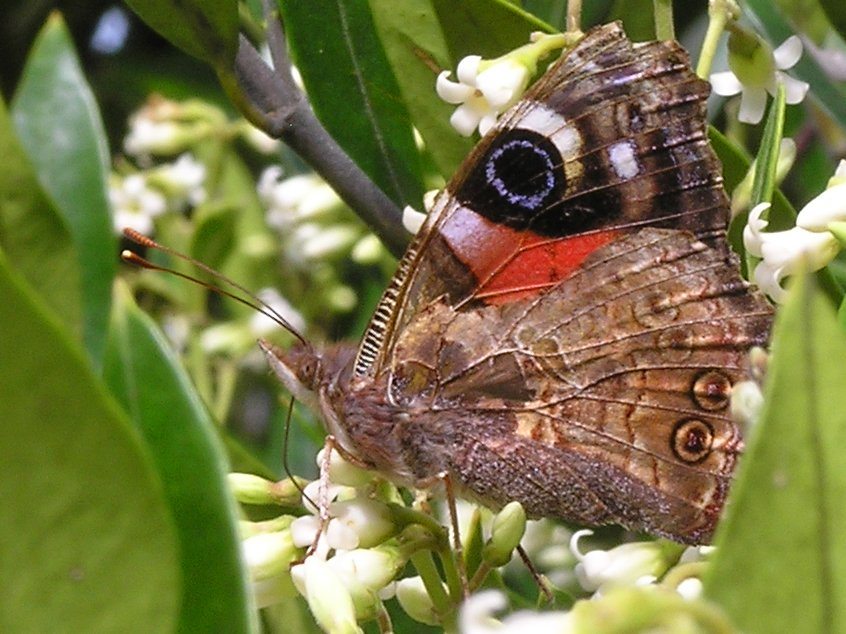
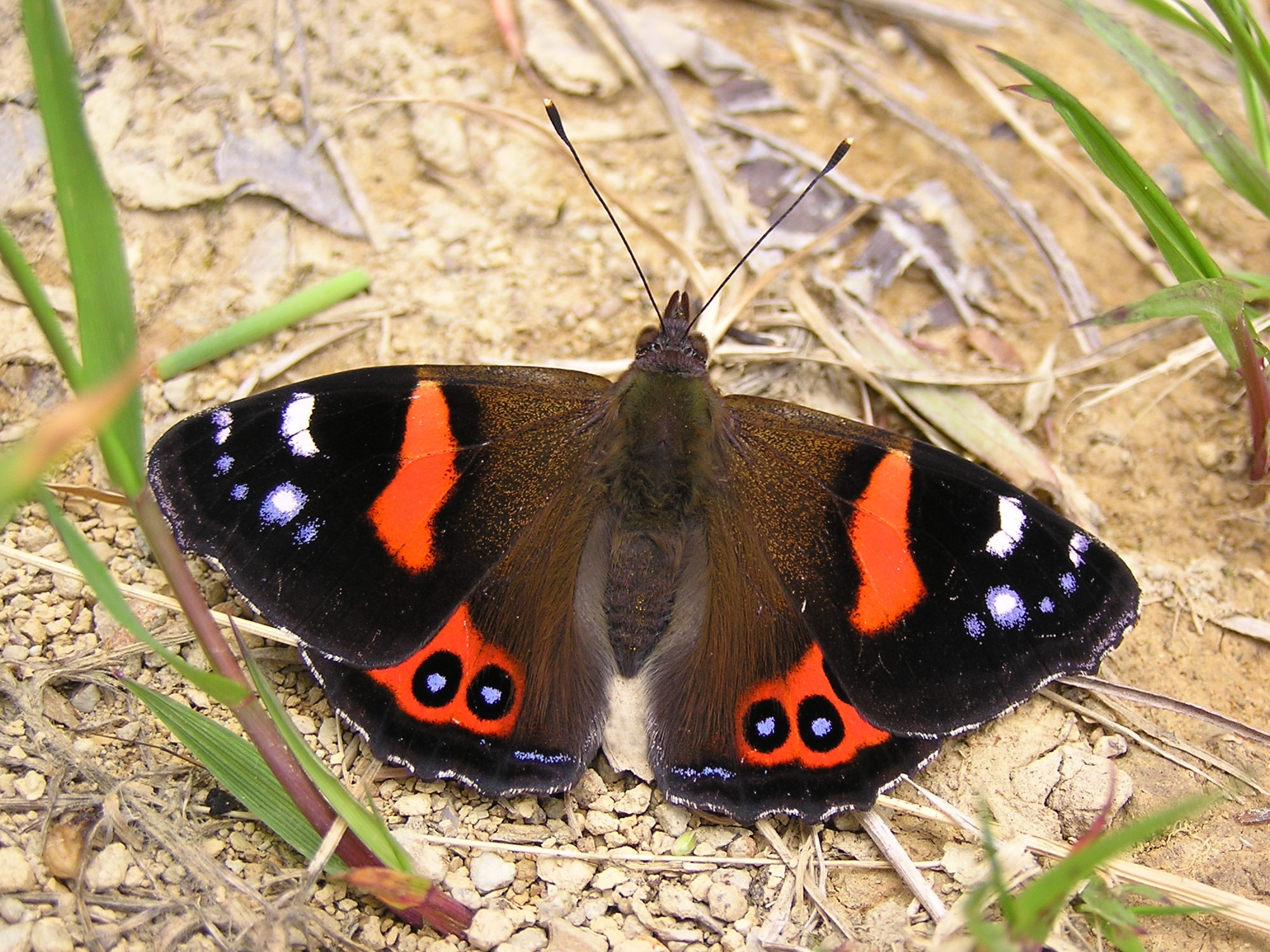